# Arne Anderberg
Pour les articles homonymes, voir Anderberg.
Arne A. Anderberg, né le 2 janvier 1954, est un botaniste et taxinomiste suédois.

## Biographie
Arne A. Anderberg est spécialiste des Spermaphytes et de la flore, en particulier de l'ordre des Ericales, famille des Asteraceae. Il a largement collaboré au système de classification APG III.
Il a travaillé pour le Muséum suédois d'histoire naturelle à Stockholm.